# François Michel Le Tellier de Louvois
François Michel Le Tellier, Hầu tước Louvois (18 tháng 2 năm 1641 – 16 tháng 7 năm 1691) là Đại thần Quốc vụ chiến tranh của Pháp, phụng sự dưới triều vua Louis XIV. Ông thường được gọi là Louvois hay Hầu tước Louvois. Louvois và cha mình, Đại thần Quốc vụ chiến tranh Michel le Tellier, là người chịu trách nhiệm xây dựng quân đội Pháp thành một đội quân đông đến 34 vạn người (tính đến thập niên 1680-90), một công cụ khổng lồ phục vụ cho nhiều cuộc chiến tranh của vua Pháp lúc đó.

## Thiếu thời
Hầu tước Louvois sinh ngày 18 tháng 1 năm 1641 ở Paris và là con trai của Michel Le Tellier, với bà Élisabeth Turpin. Michel Le Tellier là một trong những người giàu có và quyền lực nhất ở Pháp lúc đó, ông là Đại thần Quốc vụ chiến tranh, học trò thân cận của Hồng y Jules Mazarin và được cho là người sẽ kế nhiệm vị trí đại thần đầu triều của Mazarin. Bà Élisabeth Turpin là con gái của Jean Turpin, uỷ viên hội đồng quốc gia và lãnh chúa Vauvredon.
Tuy nhiên, Michel Le Tellier hiểu rằng vua Louis XIV không muốn các đại thần có quyền lực chống đối lại sự cai trị của mình. Để tránh sự nghi ngờ của nhà vua, Le Tellier một mặt tỏ ra khiêm nhường và không tham lam quyền lực, mặt khác ông cố gắng đào tạo Louvois thành người kế nghiệp xứng đáng mà nhà vua có thể chấp nhận. Việc dạy dỗ này không hề dễ dàng vì ban đầu Louvois là người có bản tính phóng đãng, biểu hiện kém cỏi, học vấn cũng không xuất sắc. Le Tellier đã phải dùng đến biện pháp mạnh: ông gửi con trai mình vào làm việc trong bộ chiến tranh và bắt cậu phục tùng kỷ luật nghiêm khắc. Thuốc đắng của Le Tellier đã tỏ ra hiệu quả, Louvois được trui rèn thành một người chăm chỉ làm việc, tự tin vào năng lực bản thân và có kinh nghiệm phong phú về mặt quản lý quân sự.

## Sự nghiệp

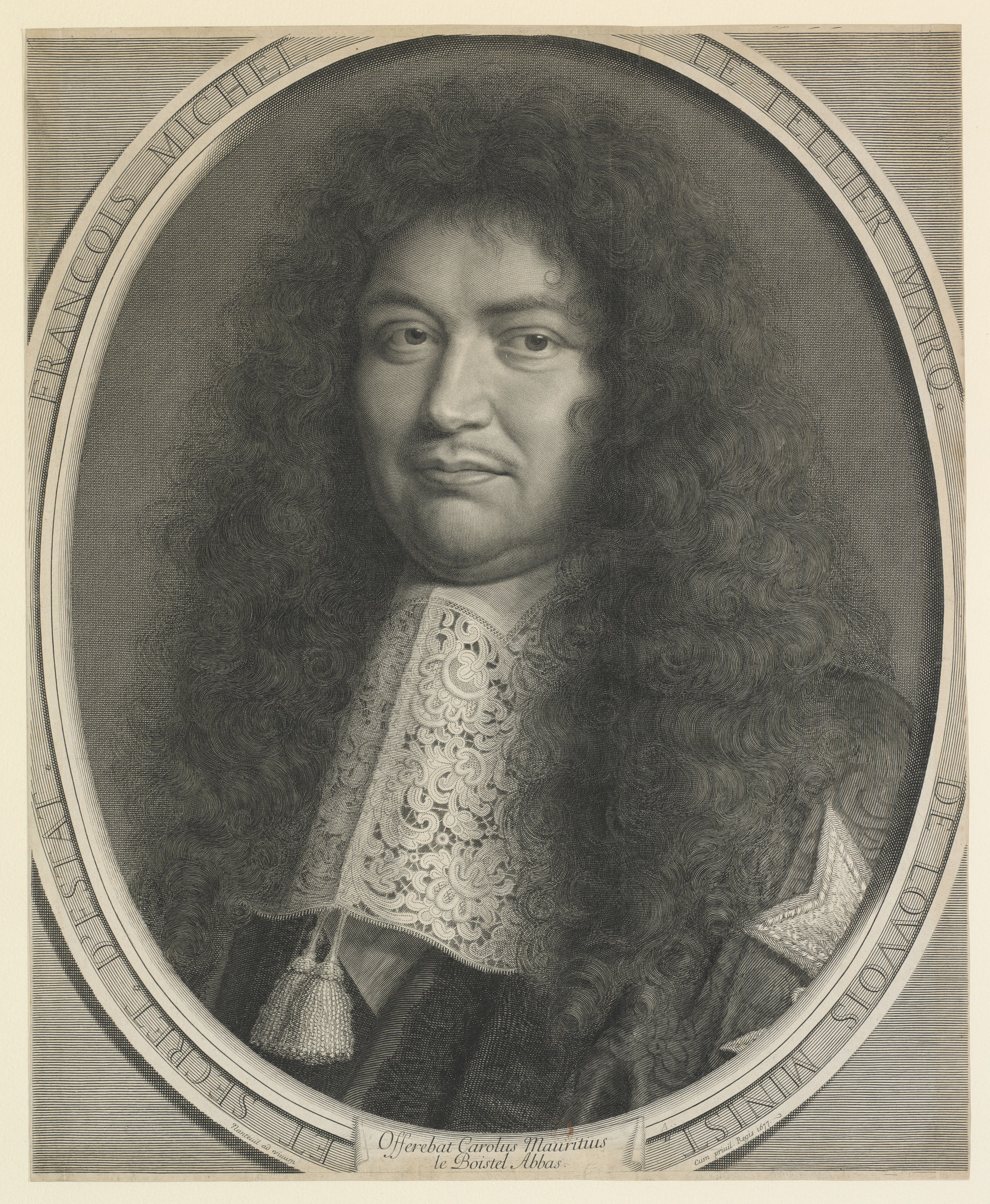
Tranh khắc chân dung năm 1677 của Louvois thực hiện bởi Robert Nanteuil

Khi tài năng và kiến thức của Louvois được mài dũa, con đường hoạn lộ của ông cũng hanh thông. Năm 1662 Louvois được phép đảm nhiệm các công vụ của cha mình những khi Michel Le Tellier vắng mặt hoặc đau yếu. Năm 1665 Louvois được quyền thực hiện tất cả các công vụ của Đại thần chiến tranh, nhưng phải được Michel Le Tellier giám sát. Năm 1666 Louvois kế nhiệm chức Đại thần Quốc vụ chiến tranh của cha mình. Tuy nhiên Le Tellier tiếp tục vai trò hướng dẫn và cố vấn cho Louvois mãi đến khi ông nhậm chức Đại thần đầu triều năm 1677. Louvois vẫn thường xuyên hỏi ý kiến của cha về quốc vụ tận đến khi Le Tellier qua đời vào năm 1685. Người ta nói rằng trong giai đoạn này vua Louis XIV có đến hai vị Đại thần Quốc vụ chiến tranh.
Louvois tham gia vào cuộc chiến tranh 1667-68 khi ông tháp tùng vua Louis XIV ra mặt trận. Quân đội Pháp bộc lộ nhiều thiếu sót về mặt hậu cần nhưng đó là cơ hội để Louvois học hỏi thêm kinh nghiệm và mãi dũa năng lực. Tài năng của Louvois cũng lọt vào mắt xanh của nguyên soái Turenne và được Turrene đào tạo về kỹ năng hậu cần cho quân đội. Chiến tranh kết thúc với hoà ước Aix-la-Chapelle, Louvois bắt tay vào việc tổ chức lại quân đội Pháp. Trong suốt giai đoạn yên tĩnh từ năm 1668 đến 1672, Louvois tích cực xây dựng và cải thiện quân đội Pháp, cùng với Lionne tận lực chuẩn bị về mặt ngoại giao và đồng minh còn Colbert chu toàn về kinh tế, phục vụ cho cuộc chiến tranh mới của Louis XIV. Mục tiêu của Louvois, cũng như của cha mình và giới cầm quyền Pháp lúc đó, là xây dựng một quân đội chuyên nghiệp khổng lồ cho nước Pháp, phục vụ cho tham vọng quân sự của vua Pháp và nhà nước chuyên chế tập quyền. Các ý tưởng cải cách đã được khởi xướng bởi Michel Le Tellier, nhưng năng lực cầm quyền và quản trị của Louvois đã giúp cho các ý tưởng của cha mình đạt được thành quả.
Louvois đã tiến hành tái tổ chức lại quân đội và cưỡng bách giới quý tộc phục vụ trong quân ngũ. Ông hoàn thiện bộ máy hành chính và quản trị quân sự, giúp cho nhà vua thông qua Đại thần chiến tranh có thể trực tiếp khống chế hàng ngũ sĩ quan và quân đội. Các tiểu đoàn được phiên chế vĩnh viễn thành các trung đoàn và lữ đoàn. Vấn đề hậu cần và quân nhu được kiện toàn nghiêm khắc để đảm bảo cung ứng cho quân sĩ. Hệ thống khen thưởng, thăng cấp, lương bổng,... hoàn thiện và đồng bộ cũng được ban hành. Ông cũng Louvois đặc biệt coi trọng kỷ luật quân ngũ, ông thẳng tay trấn áp tình trạng vô kỷ luật, sĩ quan cố ý vắng mặt và cướp bóc vốn thường xuyên xảy ra trong quân đội Pháp, đặc biệt trong hoàn cảnh lương bổng cho binh lính không được đảm bảo và cướp bóc được xem là "biện pháp" giải quyết vấn đề thu nhập. Sĩ quan được yêu cầu phải có trách nhiệm chu cấp chi phí quân trang, quân dụng và lương bổng cho binh lính. Tuy nhiên, tình trạng hối lộ, tham nhũng trong hàng ngũ sĩ quan chưa được giải quyết triệt để. Nhiều sĩ quan cũng đã tìm cách biển thủ công quỹ thông qua việc khai khống số lượng binh lính, khai khống chi phí và các loại trang thiết bị để ăn chênh lệch. Louvois, theo ý chỉ của vua Louis XIV, cũng đứng ra sáng lập và đích thân điều hành Điện Thương binh. Hệ thống trại lính, quân phục và quân y viện thống nhất cũng nhanh chóng được thực thi.
Các cải cách quân sự do Louvois ban hành đã biến quân đội Pháp thành một đội quân chuyên nghiệp, có tổ chức và kỷ luật, được chỉ huy tập trung bởi bộ chiến tranh thay mặt cho nhà vua. Quy mô của quân đội Pháp tăng nhanh, lến đến con số 30 - 40 vạn người vào những năm cuối của chế độ Louis XIV, cung cấp cho nhà vua một công cụ khổng lồ để thực hiện các tham vọng của mình. Các cải cách của Louvois là nhân tố dẫn đến thắng lợi của quân đội Pháp trong cuộc chiến tranh 1672-78, kết thúc bởi Hoà ước Nijmegen.Đây cũng là giai đoạn thịnh đạt trong sự nghiệp của Louvois, ông được nhà vua ân sủng, cha của ông được bổ nhiệm làm đại thần, còn ảnh hưởng của Colbert suy giảm.
Tuy nhiên hệ thống chỉ huy do Louvois xây dựng cũng bị phê phán là quá tập trung, các đầu não của bộ chiến tranh có thể trực tiếp can thiệp đến mức độ chiến thuật của cuộc chiến và điều này giảm khả năng chỉ huy tự chủ và độc lập của các tướng lĩnh mặt trận.
Giai đoạn hưu chiến 1678-88 cũng chứng kiến nhiều sự kiện có liên quan mật thiết đến Louvois như việc Phu nhân Maintenon được nhà vua ân sủng, quân Pháp chiếm đóng Strasbourg và việc huỷ bỏ sắc lệnh Nantes. Trong đó việc bất ngờ chiếm đóng Strasbourg ngay thời bình năm 1681 được sách hoạch và thực hiện bởi Louvois và Monclar. Louvois cũng bày tỏ thái độ cứng rắn trong việc dứt khoát bác bỏ sắc lệnh Nantes, tuyên bố rằng những tín đồ Tân giáo không chịu cải đạo sang Công giáo của vua Louis XIV - phải bị trừng phạt tàn khốc nhất. Ông được cho là một trong những tác giả của "chính sách long kỵ binh" khét tiếng, theo đó các đội long kỵ binh được biệt phái đi khủng bố và sách nhiễu các khu dân dân cư theo Tân giáo để cưỡng bách họ cải đạo. Một số ý kiến cho rằng các vụ khủng bố không hoàn toàn là ý muốn của Louvois mà là do hành động cực đoan của các thuộc cấp muốn nóng lòng lập công; bản thân Louvois không ưa thích việc khủng bố và sách nhiễu vì ông xem đó là biểu hiện của vô kỷ luật. Louvois cũng không phải là người cuồng tín tôn giáo, nhưng ông xem ý muốn tôn giáo của vua Louis XIV là mệnh lệnh tối thượng phải thi hành.
Từ năm 1688 nước Pháp lâm chiến với Đồng minh Augsburg và Louvois là người phụ trách công việc chiến tranh trong giai đoạn đầu.  Ông là một trong những người chịu trách nhiệm cho hoạt động tiêu thổ khủng khiếp vùng Palatinate năm 1688, trong đó ông đã đề nghị thiêu huỷ hoàn toàn nhiều thành phố lớn trong khu vực như Worms, Speyer, Mannheim, và Heidelber. Đối với Louvois, đây là bàn đạp và căn cứ địa cho các hoạt động tấn công nước Pháp từ bên ngoài và ông không hề ngần ngại trong việc đánh phủ đầu các vùng lãnh thổ nước ngoài nếu như điều đó có lợi về mặt quân sự.

## Cuối đời
Năm 1683, Colbert mất. Le Pelletier, người cùng phe của Louvois, được bổ nhiệm quản lý tài chính thay cho Colbert. Về sau đích thân Louvois đảm nhiệm công việc này thông qua chức phận đại thần quản lý mảng xây dựng, nghệ thuật và sản xuất, và cũng thông qua chức phận này ông đứng ra chủ trì việc xây dựng điện Versailles. Tuy nhiên quan hệ giữa ông và nhà vua ngày càng xấu. Vua Louis XIV luôn lo sợ các đại thần lộng quyền lấn át mình, và quyền lực cũng như ảnh hưởng ngày càng lớn của Louvois sau cái chết của Colbert khiến nhà vua ngày càng bất an. Trong những năm cuối đời, chính giới Pháp rộ lên nhiều tin đồn về việc nhà vua muốn truất phế và tống giam Louvois, hầu hết các sử gia cho rằng những tin đồn như vậy không có căn cứ vì lúc đó nước Pháp đang lâm chiến và nhà vua không thể không dùng đến ông.
Dầu sao, nếu điều đó có thực nhà vua cũng không kịp đưa ra quyết định khó khăn đó vì Louvois đã đột ngột qua đời vào ngày 17 tháng 7 năm 1691 do một cơn đột quỵ sau buổi họp với nhà vua. Có thuyết cho rằng ông chết do bị đầu độc.

## Đánh giá
Louvois được cho là một trong những bộ trưởng chiến tranh xuất sắc nhất, các sử gia Pháp cho rằng chỉ có Carnot sánh ngang với ông. Cả hai đều là những người xây dựng và tổ chức các đội quân kiểu mới từ nền tảng của hệ thống cũ, là người giỏi tổ chức các chiến dịch quân sự, và quan tâm đến điều kiện vật chất của binh lính. Tuy nhiên Louvois bị cho là người gian xảo và không từ thủ đoạn để đạt được mục đích của mình.

## Gia đình

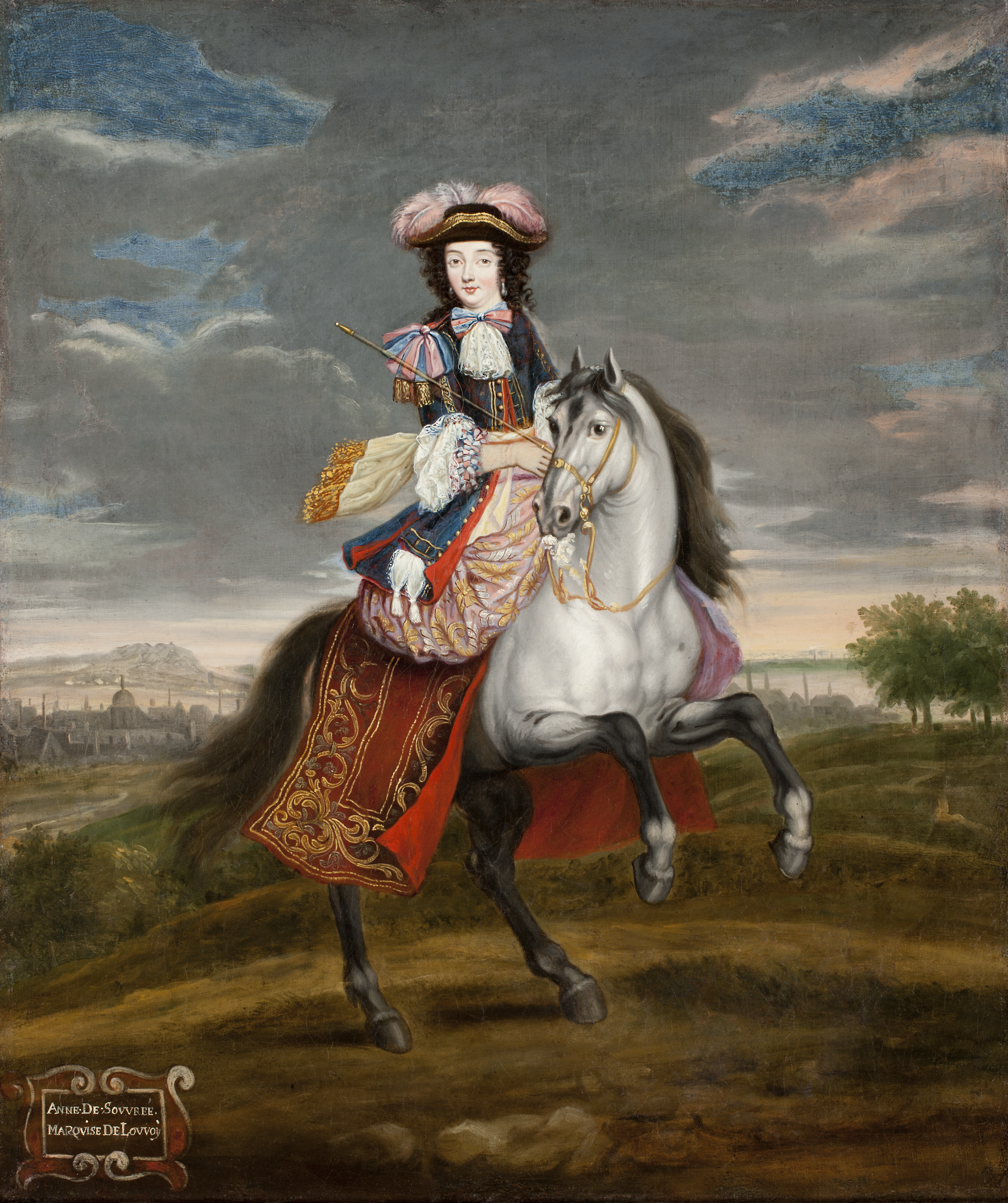
Tranh chân dung của Anne de Souvree, khoảng 1670

Thông qua mai mối của cha mình, ngày 16 tháng 3 năm 1662 Louvois kết hôn với bà Anne de Souvré, nữ hầu tước Courtenvaux, cháu gái của Jean II de Souvré và cháu cố của Nguyên soái Gilles de Courtenvaux de Souvré.
Cả hai người có 6 mặt con, bao gồm:
- Michael François, Hầu tước Courtanvaux, lấy con gái của Jean II d'Estrées
- Madeleine Charlotte (1665–1735), kết hôn với François de La Rochefoucauld VIII, Công tước La Roche-Guyon (1663–1728)
- Louis-Nicolas, Hầu tước Souvré
- Louis François Marie, Hầu tước Barbezieux
- Camille de Louvois
- Margaret (mất năm 1711), kết hôn với Louis Nicolas de Neufville de Villeroy, Hầu tước Alincourt

## Thông tin bên lề
Nhân vật lịch sử Người đàn ông mang mặt nạ sắt được nhắc đến lần đầu tiên trong một bức thư do Louvois viết ngày 19 tháng 7 năm 1669.